# Busstrafik i Göteborg

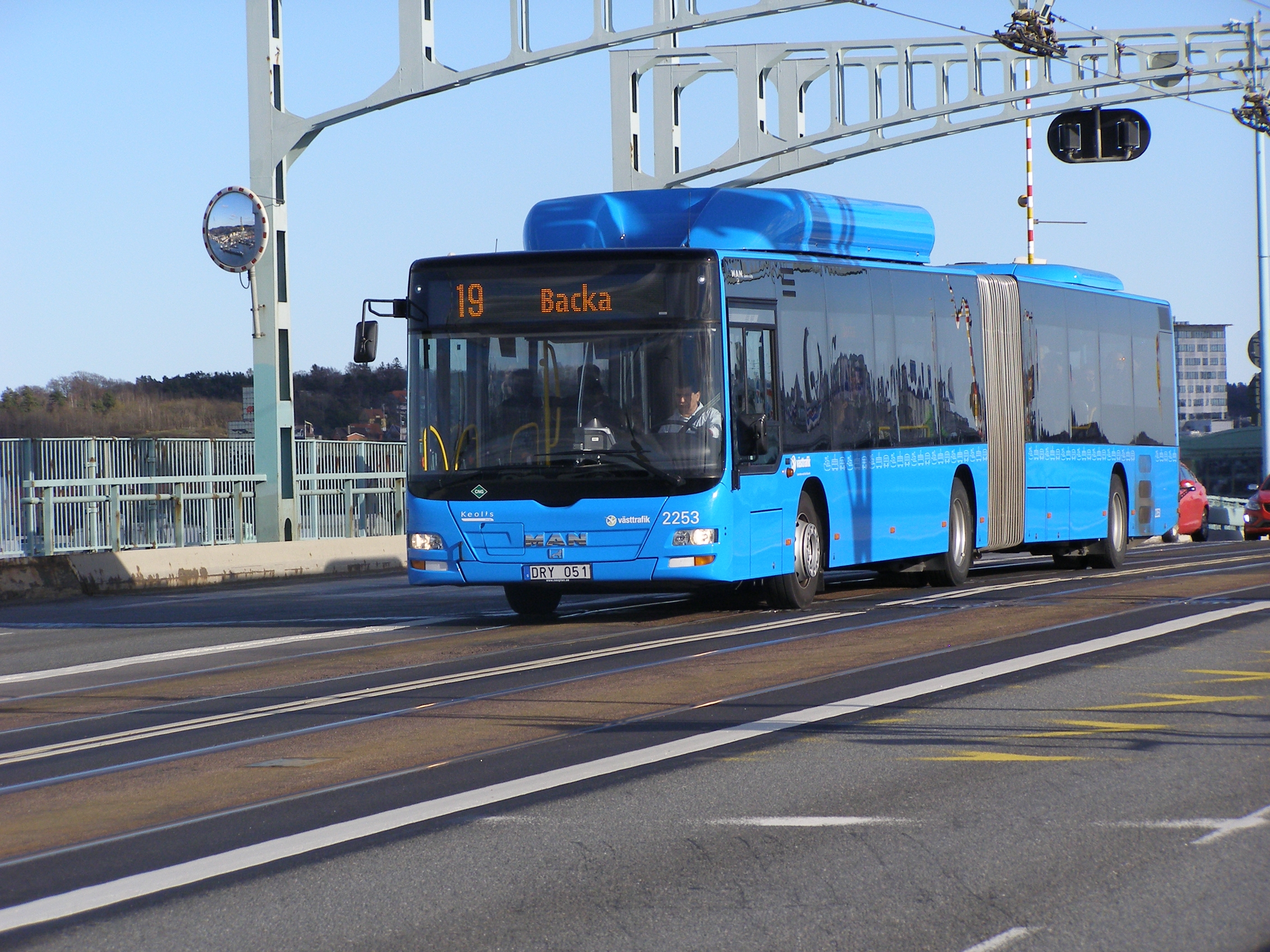
MAN Lion's City-gasledbuss på Götaälvbron i april 2014.

I Göteborg är det spårvagnarna som är stommen för lokaltrafiken men det finns också ett omfattande busslinjenät. Vissa bussar passerar centrum, andra utgår från spårvagnshållplatser utanför centrum. Västtrafiks biljetter gäller. De säljs inte på stadsbussarna men kan köpas på expressbussarna. De säljs också i appen Västtrafik To Go, på försäljningsställen, av tågvärdar och i automater på spårvagnarna.

## Linjer inom Göteborg

### Spårvagnslinjer
Göteborgs spårväg är det största spårvägssystemet i Norden med sin längd av 161 kilometer, och det trafikeras av de tolv ordinarie spårvagnslinjerna Linje 1–11 samt 13 och 14. Dessutom går det en linje som bär nummer 12, nämligen Lisebergslinjen. Det är en museispårvägslinje som drivs av Spårvägssällskapet Ringlinien och som går mellan Centralstationen/Drottningtorget, Liseberg och Sankt Sigfrids plan. Spårvagnstrafik har funnits i Göteborg sedan september 1879, först med hästspårvagnar och sedan 1902 elektriska spårvagnar. Antalet resor med spårvagn var cirka 141 miljoner stycken (2019).

### Stombusslinjer

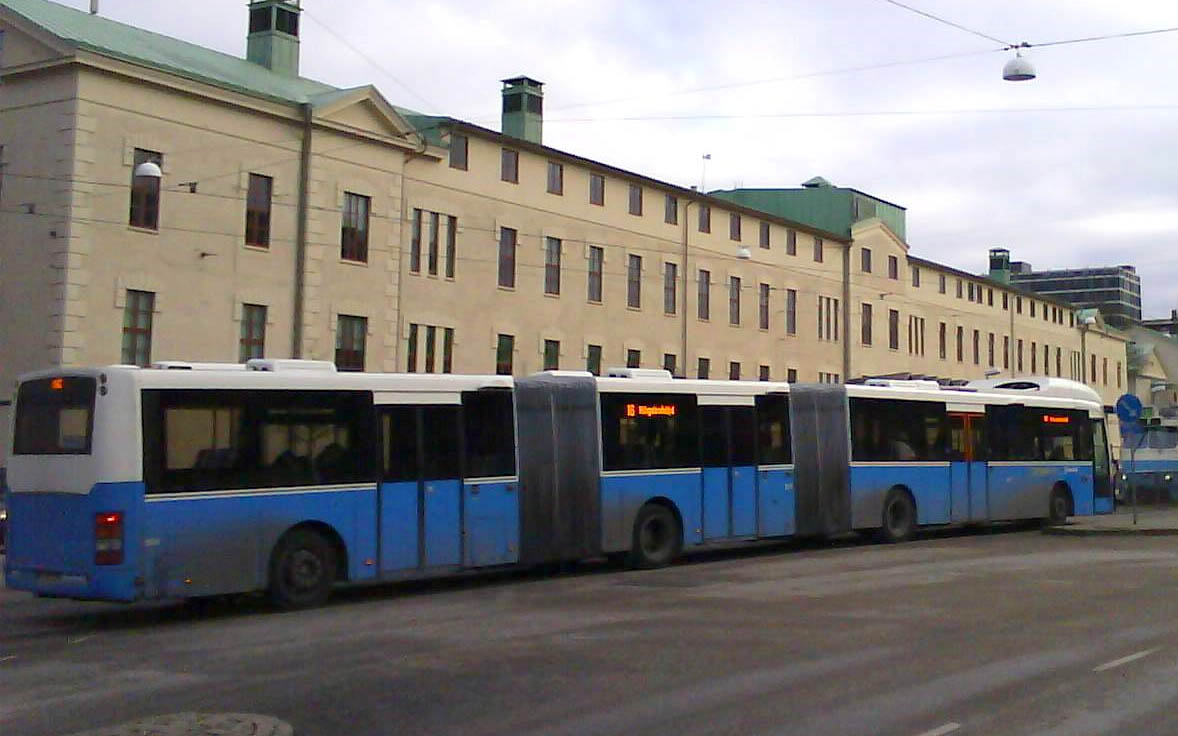
Dubbelledad Volvo 7500 på linje 16. Dessa bussar är sedan december 2020 ersatta av boggiledbussar av typen Mercedes-Benz CapaCity

Några av busslinjerna är stombusslinjer. Det är de busslinjer som likt spårvägslinjerna går från en förort genom centrum och ut till en annan förort. Stombussarna finns även med på spårvagnskartan. På spårvagnar och stombussarna 16-19, 21 och 25 kan man stiga på genom valfri dörr. Samtliga stombusslinjer passerar genom centrum, men berör områden som ligger utanför spårvagnsnätet.
Stombussnätet debuterade i februari 2003 med linje 16. Linjen är populär och kördes fram till december 2020 bland annat med dubbelledbussar, alltså bussar som är extra långa och har två leder, från december 2020 används istället boggieledbussar. Linje 16 har idag sträckningen Bockkranen - Lindholmen - City - Fyrktorget. I augusti 2005 började linje 17 att gå mellan Tuve och Östra sjukhuset, och i augusti 2007 tillkom linjerna 18 och 19 som båda går från Backa. Västtrafik införde ytterligare fyra stombusslinjer i december 2012, delvis omklassificering av existerande linjer, delvis nya linjer som ersatt flera andra linjer.
| Linje | Sträckning                                                                    | Turer/timme/riktning (vardagar dagtid 7-18) |
| ----- | ----------------------------------------------------------------------------- | ------------------------------------------- |
| 16    | Västra Eriksberg - Lindholmen - Centrum - Sahlgrenska - Högsbohöjd            | 6-12                                        |
| 17    | Tuve - Centrum - Olskroken - Björkekärr - Östra Sjukhuset                     | 8-16                                        |
| 18    | (Bäckebol) - Backa - Centrum - Kallebäck                                      | 8-12                                        |
| 19    | Backa - Hjalmar Brantingsplatsen - Eriksbergstorget - (Marklandsgatan)        | 4-6                                         |
| 21    | Bergsjön - Nymånegatan - Centrum - Eketrägatan                                | 6                                           |
| 25    | Peppareds torg - Mölndal - Sahlgrenska - Centrum - Bjurslätt - Länsmansgården | 6-12                                        |

### Stadsbusslinjer
Linje 22-99 är stadsbusslinjer inom Göteborgs stad. De har varierande sträckning och turtäthet.
| Linje | Sträckning                                                                 | Turer/timme/riktning (vardagar dagtid 7-18) |
| ----- | -------------------------------------------------------------------------- | ------------------------------------------- |
| 27    | Volvo Torslanda - Eketrägatan                                              | 2-8                                         |
| 29    | Amhult - Lilleby - Skra bro - Nils Ericson Terminalen                      | 2-8                                         |
| 30    | Eketrägatan - Ivarsberg - Kungssten - Frölunda                             | 2                                           |
| 31    | Eketrägatan - Bjurslätt - Lindholmen - Hjalmar Brantingsplatsen            | 4                                           |
| 32    | Arendal - Eketrägatan                                                      | 2                                           |
| 33    | Sillvik - Lilleby                                                          | 1-2                                         |
| 34    | (Lilla Varholmen) - Hjuvik - Amhult - Eketrägatan - (Volvo Lundby)         | 2                                           |
| 35    | Säve Depå - Stora Holm - Hjalmar Brantingsplatsen                          | 1-2                                         |
| 36    | Säve - Säve Flygplats - Skra Bro                                           | 1-2                                         |
| 37    | Klareberg - Eriksdal - Kornhall - Hjalmar Brantingsplatsen                 | 1-2                                         |
| 38    | Kippholmen - Björlanda - Skra bro                                          | 1-2                                         |
| 39    | Klareberg - Eriksdal - Säve                                                | 1 (måste förbeställas)                      |
| 40    | Angered C - Bäckebol - Svingeln                                            | 4                                           |
| 42    | Skogome - Hjalmar Brantingsplatsen                                         | 4                                           |
| 43    | Skogome - Skälltorpsvägen - Litteraturgatan - Svingeln                     | 4                                           |
| 44    | (Tuve) - Skälltorpsvägen - Backatorp - Bällskär - Hjalmar Brantingsplatsen | 2-4                                         |
| 46    | Kärra - Tagene - Backa                                                     | 2                                           |
| 47    | Backa - Hjalmar Brantingsplatsen                                           | 2-4                                         |
| 56    | Bergsjön - Utby - Gamlestaden                                              | 3-4                                         |
| 57    | Siriusgatan - Gärdsås Torg - Rymdtorget                                    | 2                                           |
| 59    | Gamlestaden - Nils Ericson Terminalen                                      | 2-4                                         |
| 60    | Redbergsplatsen - Centrum - Fredriksdal                                    | 6-8                                         |
| 61    | Heden - Johanneberg - Stenpiren - Masthugget                               | 6-8                                         |
| 62    | Strömmensberg – Redbergsplatsen – Skår                                     | 2                                           |
| 63    | Heden – Guldheden – Linnéplatsen                                           | 6-8                                         |
| 65    | (Högsbohöjd) - Kungssten - Högsbo Sjukhus - Marklandsgatan                 | 0-2                                         |
| 71    | Eriksbo - Hjällbo - Angered C                                              | 3                                           |
| 73    | Gårdsten - Angered C                                                       | 6-12                                        |
| 74    | Angered Centrum – Bergsjön – Partille C                                    | 4                                           |
| 75    | Angered Centrum - Lövgärdet                                                | 4-6                                         |
| 76    | Angered C - Rannebergen - Angered C                                        | 6                                           |
| 77    | Angered Centrum - Lövgärdet                                                | 4-6                                         |
| 78    | Eriksbo - Hjällbo - Gamlestads torg                                        | 3                                           |
| 82    | Marklandsgatan - Brottkärr                                                 | 2                                           |
| 83    | Frölunda - Sisjön                                                          | 4                                           |
| 84    | Sisjön - Flatås - Marklandsgatan                                           | 2                                           |
| 86    | Frölunda - Sisjön - Bifrost - Kallebäck                                    | 2                                           |
| 90    | Frölunda - Majorna - Järntorget                                            | 2-4                                         |
| 91    | Frölunda - Påvelund - Järntorget                                           | 2                                           |
| 92    | Frölunda - Åkered - Näset                                                  | 2-4                                         |
| 93    | Frölunda – Hults By – Näset                                                | 2                                           |
| 94    | Frölunda - Önnered - Näset                                                 | 2-4                                         |
| 95    | Frölunda - Flatås - Marklandsgatan                                         | 2                                           |
| 97    | Frölunda - Påvelund - Fiskebäck                                            | 2-4                                         |
| 99    | Frölunda - Eriksberg - Hjalmar Brantingsplatsen                            | 6-12                                        |

### Industribusslinjer
Industrilinjerna har linjenummer 114-258.
De går med mycket få turer per dag och endast i högtrafik. Dessa är avsedda som direktlinjer mellan vissa bostadsområden eller knutpunkter och vissa större arbetsplatser eller industriområden, anpassade till arbetstider.
| Linje | Sträckning                                                 | Turer/timme/riktning (vardagar under rusningstrafik) |
| ----- | ---------------------------------------------------------- | ---------------------------------------------------- |
| 114   | Saltholmen - Brunnsparken                                  | 2                                                    |
| 117   | Lindholmen - Centralstationen (Skyltas linje 16X)          | 6-12                                                 |
| 127   | Gamlestaden - Volvo Torslanda                              | 0-4                                                  |
| 128   | Arendal - Nils Ericson Terminalen                          | 4                                                    |
| 131   | Gamlestaden - Hjalmar Brantingsplatsen - Torslanda         | 0-4                                                  |
| 133   | Amhult - Torslanda - Tumlehed                              | Anropningsstyrd                                      |
| 135   | Säve Flygplats - Stora Holm - Hjalmar Brantingsplatsen     | 2                                                    |
| 137   | (Kärna) - Kornhall - Säve - Hjalmar Brantingsplatsen       | 2                                                    |
| 139   | Sörredsmotet - Volvohallen - Batterifabriken               | 4                                                    |
| 141   | Volvo Tuve - Hjalmar Brantingsplatsen - (Centralstationen) | 5 avgångar åt varje håll                             |
| 142   | Backa - Hjalmar Brantingsplatsen - Volvo Torslanda         | 3 avgångar åt varje håll                             |
| 145   | Volvo Torslanda - Länsmansgården - Tuve                    | 3-4 avgångar åt varje håll                           |
| 148   | Arendal - Volvo - Angered                                  | 2                                                    |
| 159   | Bergsjön - Kortedala - Centrum - Volvo Torslanda           | 4 avgångar åt varje håll                             |
| 167   | Gamlestads torg - Sävenäs - Utby                           | 4 avgångar åt varje håll                             |
| 168   | Gamlestads torg - Skräppekärr                              | 2                                                    |
| 173   | Heden - Gårdsten - Heden                                   | 4                                                    |
| 178   | Angered - Volvo Torslanda                                  | 3 avgångar åt varje håll                             |
| 179   | Eriksbo - Hjällbo - Angered - Volvo Torslanda              | 3 avgångar åt varje håll                             |
| 180   | Hovås Nedre - Volvo Torslanda                              | 2-3                                                  |
| 184   | Arendal - Kungssten - Hovås Nedre                          | 2                                                    |
| 185   | Volvo Torslanda - Marklandsgatan - Frölunda                | 3 avgångar åt varje håll                             |
| 190   | Volvo Tuve - Volvo Torslanda - Kungssten - Järntorget      | 3 avgångar åt varje håll                             |
| 193   | Näset - Hults Bro - Järnvågen                              | 2 (enkelriktad linje)                                |
| 194   | Önnered - Järnvågen                                        | 2 (enkelriktad linje)                                |
| 196   | Åkered - Önnered - Järnvågen                               | 2 (enkelriktad linje)                                |
| 197   | Fiskebäck - Påvelund - Järnvågen                           | 2 (enkelriktad linje)                                |
| 242   | Ytterby/Ullstorp- Hjalmar Brantingsplatsen                 | 4                                                    |
| 258   | Skintebo/Brottkärr - Sahlgrenska - Vasastan                | 4                                                    |

### Expressbusslinjer
Expressbusslinjerna har färgnamn i Göteborg. De har hög turtäthet och går för att spara tid direkt till Göteborgs centrum (ofta via någon knutpunkt) där de bästa bytena är. Man kan även använda dem för resor inom Göteborg. Den 13 december 2020 så bytte 3 expresslinjer namn och nummer. Gul Express → X1, Rosa Express → X2 och Blå Express → X3. 14 juni 2021 bytte Grön Express namn till X4. Även resterande expressbusslinjer ska få namn och nummer på "X" och namnbytena blir klara 2026.
16 juni 2025 bytte Svart, Röd, och Lila Express namn till X5, X6, och X90. Med det så kom det också två nya expresslinjer, X76 och X77. De ersätter linjerna 176 och 177.
| Linje | Sträckning                                           | Turer/timme/riktning (vardagar dagtid 7-18) |
| ----- | ---------------------------------------------------- | ------------------------------------------- |
| X1    | Partille - Lindholmen - Torslanda                    | 6                                           |
| X2    | Gerrebacka - Operan - Billdal                        | 6-12                                        |
| X3    | Gråbo - Göteborg - Särö                              | 4-12                                        |
| X4    | Kungälv C - Göteborg - Mölnlycke                     | 8-12                                        |
| X5    | Frölunda - Centrum - Vallhamra                       | 4-8                                         |
| X6    | Landvetter - Göteborg - Lilla Varholmen              | 4-12                                        |
| X76   | Rannebergen - Hjalmar Brantingsplatsen - Eketrägatan | 4                                           |
| X77   | Lövgärdet - Klareberg - Volvo Torslanda              | 4                                           |
| X90   | Torslanda - Frölunda - Mölndal - Mölnlycke           | 2-4                                         |

## Linjer till omgivande kommuner
Till/från kranskommunerna i Storgöteborg går ett betydande antal busslinjer.
Exempel på linjesträckningar från Göteborgs kommun:
- Länsmansgården - Mölndals kommun (linje 25)
- Angered - Partille kommun (linje 74)
- Hj brantingspl. - Kungälvs kommun (linje 242)
- Nils Ericson Terminalen - Öckerö kommun (linje 290/291)
- Åkareplatsen - Marks Kommun (linje 300)
- Nils Ericsson Terminalen/Frihamnen - Kungälvs kommun (linje 320)
- Angered - Kungälvs kommun (linje 401)
- Liseberg Station - Marks Kommun via Sätila (linje 430)
- Östra sjukhuset - Partille kommun (linje 514/515)
- Heden - Partille kommun (linje 503/513)
- Heden - Härryda kommun (linje 601/605/610/753)
- Heden - Mölndals kommun (linje 753/758)
- Linnéplatsen - Mölndals kommun (linje 757)
- Frölunda/Marklandsgatan - Mölndals kommun (linje 751/758)